# Zhang Di
Zhang Di (en chino: 張迪; 4 de julio de 1968) es una deportista china que compitió en judo.
Participó en los Juegos Olímpicos de Barcelona 1992, obteniendo una medalla de bronce en la categoría de –61 kg. En los Juegos Asiáticos consiguió dos medallas en los años 1990 y 1994.
Ganó dos medallas en el Campeonato Mundial de Judo, en los años 1991 y 1993, y una medalla en el Campeonato Asiático de Judo de 1988.

## Palmarés internacional
| Juegos Olímpicos    | Juegos Olímpicos   | Juegos Olímpicos  | Juegos Olímpicos |
| Año                 | Lugar              | Medalla           | Categoría        |
| ------------------- | ------------------ | ----------------- | ---------------- |
| 1992                | Barcelona (España) | Medalla de bronce | –61 kg           |
| Campeonato Mundial  |                    |                   |                  |
| Año                 | Lugar              | Medalla           | Categoría        |
| 1991                | Barcelona (España) | Medalla de plata  | +72 kg           |
| 1993                | Hamilton (Canadá)  | Medalla de bronce | –66 kg           |
| Juegos Asiáticos    |                    |                   |                  |
| Año                 | Lugar              | Medalla           | Categoría        |
| 1990                | Pekín (China)      | Medalla de oro    | –66 kg           |
| 1994                | Hiroshima (Japón)  | Medalla de bronce | –61 kg           |
| Campeonato Asiático |                    |                   |                  |
| Año                 | Lugar              | Medalla           | Categoría        |
| 1988                | Damasco (Siria)    | Medalla de bronce | –61 kg           |